# Anna Fagerström
Anna Maria Margareta Fagerström, född 26 augusti 1961 i Oscars församling i Stockholm, är en svensk journalist.
Anna Fagerström är dotter till journalisten och informatören Mats Fagerström och Agneta, ogift Hörsén, samt sondotter till chefredaktören Lars Fagerström och brorsdotter till Pär Fagerström.
Efter studentexamen 1980 i Jakobsberg fick Anna Fagerström samma år anställning hos Norrländska Socialdemokraten, gick över till Västerbottningen 1981 och samma år vidare till Östgöten, till Expressen 1983 varefter hon var på Bonniers Veckotidningar 1998–1999. Hon var chefredaktör och ansvarig utgivare för koll.se 1999–2001, chefredaktör för TV4.se 2002–2004 och blev redaktör för TV4 Nyhetsmorgon 2005. Sedan 2017 är Anna Fagerström ansvarig utgivare för ekonomikanalen EFN. 
Hon är gift med journalisten Per Tolgraven (född 1958), son till Olle Tolgraven och Lisbeth Helmerson (omgift Olsson).